# Ingrid Pan
Ingrid Pan; eigentlich Ingrid Pankow (* 9. August 1930 in Berlin; † 30. Januar 1995) war eine deutsche Schauspielerin und Hörspielsprecherin.

## Leben
Ingrid Pan erhielt eine Schauspielausbildung bei Hilde Körber und Else Bongratz  in Berlin. Daran schloss sich ein Tanzstudium bei Tatjana Gsovsky an. Erste Rollen spielte sie von 1945 bis 1948 an der Landesbühne in Heringsdorf auf Usedom. 1949 war Ingrid Pan an dem Stadttheater in Wismar verpflichtet und später an verschiedenen Berliner Bühnen (Theater am Schiffbauerdamm, Renaissance-Theater und Komödie) tätig. Ab 1956 folgten Engagements an die Kleine Komödie in München und den Kammerspielen in Hamburg.
Ingrid Pan wirkte überwiegend in den 1950er und 1960er Jahren in zahlreichen Film-, Fernseh- und Hörspielproduktionen mit.
Darunter gehörten unter anderem Spielfilme wie Ave Maria aus dem Jahr 1953 in der Regie von Alfred Braun mit Zarah Leander, Hans Stüwe und Marianne Hold, 1956 Wenn wir alle Engel wären von Günther Lüders mit Marianne Koch, Dieter Borsche und Hans Söhnker und 1958 der mehrfach preisgekrönte Film Wir Wunderkinder in der Regie von Kurt Hoffmann mit Johanna von Koczian, Hansjörg Felmy und Robert Graf.
Ingrid Pan war in vielen Hörspielen als Sprecherin tätig. In der Hörspieladaption des Romans Auferstehung (Katjuscha) von Leo Tolstoi in einer Produktion des Süddeutschen Rundfunks (SDR) aus dem Jahr 1960 sprach sie die Rolle der Katerina Maslowa. Neben ihr spielten Peter Pasetti, Sigfrit Steiner, Annemarie Holtz und Reinhard Glemnitz.
Sie arbeitete auch als Synchronsprecherin. So konnte man Ingrid Pan in dem Frank Capra–Film Arsen und Spitzenhäubchen als deutsche Stimme von Priscilla Lane in der Rolle der Elaine Harper hören.
Sie war die erste Ehefrau des Schauspielers und Hörspielregisseurs Heinz-Günter Stamm, unter dessen Regie sie auch häufig als Sprecherin agierte.
Unbemerkt von der Öffentlichkeit starb die Schauspielerin im Alter von 64 Jahren und wurde unter ihrem Mädchennamen Pankow auf dem Waldfriedhof in München im Grab Ihrer Eltern beigesetzt.

## Filmografie
- 1949: Die Kuckucks
- 1950: Meine Nichte Susanne
- 1951: Professor Nachtfalter
- 1952: Fritz und Friederike
- 1952: Im weißen Rößl
- 1953: Ehe für eine Nacht
- 1953: Liebeskrieg nach Noten
- 1953: Damenwahl
- 1953: Ave Maria
- 1953: Das Früchtchen (Ein tolles Früchtchen)
- 1953: Hurra – ein Junge!
- 1954: Die Sonne von St. Moritz
- 1955: Der doppelte Ehemann
- 1955: Die Wirtin an der Lahn
- 1956: Wenn wir alle Engel wären
- 1957: Es wird alles wieder gut
- 1958: Jim und Jill (Fernsehfilm)
- 1958: Wir Wunderkinder
- 1959: Hula-Hopp, Conny
- 1961: Das Rendezvous von Senlis (Fernsehfilm)
- 1965: Tag für Tag (Fernsehfilm)
- 1966: Der Mann mit der Puppe (Fernsehfilm)

## Hörspiele (Auswahl)
- 1955: Verwehte Spuren
- 1955: Ich wünsche mir einen Mann
- 1955: Des Kaisers Nachtigall
- 1956: Eine wahre Geschichte
- 1956: Die Geschworenen haben das Wort
- 1956: Zwischen Himmel und Erde
- 1956: Die kleine Seejungfrau
- 1956: Die kleinen Schuhe
- 1957: Aus dem Leben eines Taugenichts
- 1957: Martha
- 1958: Der Goldesel
- 1958: Die Stunde des Huflattichs
- 1958: Lauter Engel um Monsieur Jacques
- 1959: Der Raub der Sabinerinnen
- 1959: Johannisfeuer
- 1959: Die Weber
- 1959: Maigret und die Unbekannte
- 1960: Traumulus
- 1960: Jubiläum
- 1960: Peter Voss, der Millionendieb (Hörspielreihe) – acht Folgen
- 1960: Vorstadtsiedlung
- 1960: Katjuscha
- 1961: Heimliche Brautfahrt
- 1961: Kean oder Genie und Leidenschaft
- 1961: Maigret und seine Skrupel
- 1961: Vogelinsel
- 1961: Lächeln Sie, meine Freunde
- 1961: Nocturno im Grandhotel